# HAVÉ
HAVÉ B.V. is een Nederlands bedrijf uit Lunteren dat bestaat uit twee ondernemingen: HAVÉ Verwarming, een groothandel in kachels, en HAVÉ Brandstoffen, exploitant van drie tankstations in Lunteren als branded wholesaler van Esso. HAVÉ is als hofleverancier erkend.

## Geschiedenis
In 1883 begon Hermen van Veldhuizen petroleum te verkopen aan de boeren in de omgeving van zijn woonplaats Rhenen. Zijn zoon Geurt nam in 1913 het bedrijf over en verhuisde het naar Lunteren. Het bedrijf werd in 1932 bij de Kamer van Koophandel ingeschreven door Harmen van Veldhuizen als groothandel in olie- en olieproducten. Ook Esso gas, verwarming- en kookapparaten, teerproducten en bindtouw plus persdraad voor loonwerkers behoorden tot de aangeboden producten. Hij ontwikkelde een oliekachel voor pluimveehouders. Deze kachel haalde zijn zuurstof via een pijp uit de buitenlucht en was daarmee een voorloper van gaskachels met een gesloten systeem. In 1973 nam zijn zoon Geurt het bedrijf over. De naam HAVÉ Verwarming komt voor het eerst voor in 1994 en staat voor HArmen van VEldhuizen. Tijdens het 125-jarig jubileum in 2008 werd het predicaat hofleverancier verleend. Vanaf 2010 is de zoon van Geurt, Harm-Jan van Veldhuizen, algemeen directeur van HAVÉ.